# Суханово (Березники)
Суханово — микрорайон в городе Березники.

## География
Микрорайон расположен на расстоянии приблизительно 1 км на юго-восток от основной части города.
Основной магистралью микрорайона является улица Сухановская. Параллельно ей проходят Цветочная улица, а перпендикулярно улицы Урожайная, Мазунина, Заречная, Рябиновая и переулки Липовый и Мельничный.

## История
Населенный пункт был отмечен еще на карте 1790 года как Суханова. В 1869 году здесь насчитывалось 16 дворов (93 жителя). В советское время здесь работали колхоз «Лампочка Ильича», совхоз «Быгельский», позднее агрофирма «Суханово» (в 2015 году обанкротилась).

## Транспортное сообщение
В микрорайон заходят городские автобусы 37 и 38 маршрута.